# Amtsgericht Hessisch Lichtenau
Das Amtsgericht Hessisch Lichtenau (bis 1889: Amtsgericht Lichtenau) war ein preußisches Amtsgericht mit Sitz in Hessisch Lichtenau.

## Vorgeschichte
In Kurhessen erfolgte 1821 die Trennung der Rechtsprechung von der Verwaltung und für die Rechtsprechung wurden Justizämter, darunter das Justizamt Lichtenau, eingerichtet. Es war dem Obergericht für die Provinz Niederhessen zugeordnet.

## Geschichte
Mit der Annexion Kurhessens durch Preußen 1866 wurden in der neuen Provinz Hessen-Nassau Amtsgerichte eingerichtet. Das Justizamt Lichtenau wurde entsprechend in das Amtsgericht Lichtenau umgewandelt. Es war dem Kreisgericht Kassel zugeordnet. Mit der Einführung der Reichsjustizgesetze entstanden 1879 reichsweit einheitlich Amtsgerichte. Das Amtsgericht Lichtenau behielt damit seinen Namen und erhielt die neuen Funktionen. Es war nun eines der 34 Amtsgerichte im Bezirk des Landgerichtes Kassel. Am Gericht bestand eine Richterstelle. Es war damit ein kleines Amtsgericht im Landgerichtsbezirk. Sein Gerichtsbezirk umfasste aus dem Kreis Witzenhausen der Stadtbezirk Lichtenau, die Gemeindebezirke Friedrichsbrück, Fürstenhagen, Harmuthsachsen, Hasselbach, Hausen, Hollstein, Hopfelde, Küchen, Quentel, Reichenbach, Retterode, St. Ottilien, Reichenbach (Hessisch Lichtenau), Walburg, Wickersrode und Wollstein und die Gutsbezirke Forstgut Fürstenhagen, Glimmerode, Hambach, Harmuthsachsen, Hasselbach-Küchen, Forstgut Hausen, Oberförsterei Lichtenau, Halbegebrauchswald Lichtenau, Oberförsterei Meißner und Forstgut Quentel. Das Amtsgericht Hessisch-Lichtenau wurde im Zweiten Weltkrieg zum 15. Juni 1943 zunächst Zweigstelle des Amtsgerichts Witzenhausen und dann 1945 aufgehoben.